# Boy from Heaven
Boy from Heaven (ولد من الجنة (Walad min al janna) på arabiska, med titeln La conspiration du Caire på franska) är en arabiskspråkig svensk-fransk-finsk thrillerfilm från 2022 i regi av Tarik Saleh och med Tawfeek Barhom och Fares Fares i huvudrollerna. Filmen premiärvisades på Cannes filmfestival där den bland annat nominerades till Guldpalmen och vann pris för bästa manus. Därefter har den nominerats till och tilldelats flera andra filmpriser. Den valdes till Sveriges bidrag till Oscar för bästa internationella långfilm inför Oscarsgalan 2023 och nominerades till sju guldbaggar inför Guldbaggegalan 2023.
Filmen hade biopremiär i Sverige den 18 november 2022, utgiven av Triart Film.

## Handling
Fiskarpojken Adam, som har vuxit upp under enkla förhållanden, blir antagen till det prestigefyllda sunnimuslimska Al-Azharuniversitetet i Kairo. När universitetets starke man plötsligt avlider, blir Adam ofrivilligt indragen i den eskalerande religiösa och politiska maktkampen.

## Rollista i urval
- Tawfeek Barhom – Adam
- Fares Fares – Ibrahim
- Mohammad Bakri – General Al Sakran
- Makram Khoury – Sheikh Negm
- Mehdi Dehbi – Zico
- Moe Ayoub – Sobhy
- Sherwan Haji – Soliman